# Henry Chapman Pincher
Henry Chapman Pincher (Ambala, Punjab, 29 maart 1914 – Kintbury, 5 augustus 2014) was een Engels journalist, romancier en historicus van de Britse geheime diensten.

## Levensloop
Pincher was de zoon van majoor Richard Chapman Pincher en van de actrice Hélène Foster, die trouwden in Pontefract in 1913. De familie was afkomstig uit Yorkshire. Zijn vader was officier bij de Royal Northumberland Fusiliers en diende in Indië.
In 1917 keerde het gezin terug naar Engeland. Hij doorliep dertien verschillende scholen, gevolg van de constante verhuizingen van zijn ouders, tot ze uiteindelijk een vaste plek vonden in Darlington. Na het leger te hebben verlaten baatte de vader er een pub en een snoepwinkel uit. Tijdens studies aan de Queen Elizabeth Grammar School in Darlington en aan King's College Londen ontwikkelde Henry belangstelling voor genetica, zoölogie en biologie. 
Chapman Pincher trouwde driemaal, voor het eerst in 1965 met Constance Sylvia Wolstenholme, die twee kinderen meebracht uit een vorig huwelijk.
Hij werd honderd en overleed aan een beroerte, omringd door zijn familie.

## Loopbaan
Hij begon zijn carrière als leraar fysica aan de Liverpool Institute High School for Boys. Tijdens de Tweede Wereldoorlog trad hij als vrijwilliger toe tot de Royal Armoured Corps. Hij promoveerde tot stafofficier. Hij kreeg interesse in spionage en militaire informatie.  Hij begon naar de Daily Express bijdragen te sturen, gewijd aan allerhande wapens zoals de V1, de V2 en de atoombom. Dit bracht mee dat hij na de oorlog door deze krant als journalist werd aangeworven. Hij schreef er vooral over militaire zaken.
Hij ontpopte zich als onderzoeksjournalist en zocht actief naar geheime of confidentiële informatie. Toen hij aangeduid werd om de processen te volgens van de ontmaskerde Sovjetspions Alan Nunn May en Klaus Fuchs, ontstond zijn bijzonder belangstelling voor spionagezaken.
Hij ontwikkelde zijn contacten met de Britse administratie en regering, meer bepaald met MI5 en MI6. Hij vermoedde al vlug dat er in deze diensten Sovjetagenten verdekt moesten opgesteld zijn. Zijn niet-aflatend onderzoek bracht er hem toe exclusiviteiten te kunnen publiceren in zijn krant. Hij maakte vrienden onder de machthebbers maar ook vijanden. Zo schreef Harold MacMillan in 1959 naar zijn minister van Defensie met de vraag of er niets kon worden gedaan om Chapman Pincher het zwijgen op te leggen.
Pincher kreeg de bijnaam "spy catcher", nadat hij verschillende Sovjetspionnen had ontmaskerd, vooral een van de meest fameuze onder hen, de MI6-agent en verrader George Blake

## Auteur over geheime diensten
Chapman Pincher begon vervolgens aan een hele reeks boeken over geheime diensten en spionnen die bestsellers werden.
In het boek Their Trade is Treachery (1981) schreef hij voor het eerst over zijn verdenking dat een voormalige directeur-generaal van MI5, Roger Hollis, had gespioneerd voor de Sovjet-Unie. Hiermee gaf hij kennis aan de vermoedens van de MI5-man Peter Wright, die ze later zelf ook zou publiek maken. Hij zocht ook naar informatie waarmee hij eerste minister Harold Wilson had kunnen beschuldigen een Sovjetagent te zijn geweest.
Naast Wright had Chapman Pincher nog andere informanten, zoals het parlementslid Jonathan Aitken, de MI5-man Arthur S. Martin en de CIA-directeur James Jesus Angleton
Pincher was overtuigd dat, naast Harold Wilson, nog heel wat meer Britse Labour-parlementsleden dubbelagenten of spionnen in dienst van de Sovjet-Unie waren geweest. Van een van hen had hij zekerheid, namelijk de voorzitter van de Labourparty Tom Driberg. 

## Publicaties
- The Breeding of Farm Animals,  Londen, Penguin, 1946.
- Into the Atomic Age, Londen, Hutchinson, 1948.
- It's Fun Finding Out, (met Bernard Wicksteed, 1950.
- Secrets et mystères du monde animal (Spotlight on animals, Londen, Hutchinson and Co., 1950. Collectie "les livres de la nature", voorwoord door Jean Rostand voor de Franse editie, Parijs, Stock, 1952.
- Not with a Bang, roman, 1965.
- The Giant Killer', roman, 1967.
- The Penthouse Conspirators, roman, Londen, Michael Joseph, 1970.
- The Skeleton at the Villa Wolkonsky, roman, Londen, Michael Joseph, 1975.
- The Eye of the Tornado, roman, Londen, Michael Joseph, 1976.
- The Four Horses, 1978.
- Inside Story, 1978.
- Dirty Tricks, 1980.
- Their Trade is Treachery, 1981.
- The Private World of St John Terrapin,  1982.
- Too Secret Too Long, 1984.
- The Secret Offensive, 1985.
- A Web of Deception: The Spycatcher Affair, Londen, Sidgwick and Jackson, 1987, ISBN 0-283-99654-4)
- Traitor: The Labyrinths of Treason, Londen, Sidgwick and Jackson, n, 1987.
- The Truth About Dirty Tricks, 1990.
- Treachery, Betrayals, Blunders, and Cover-ups: Six Decades of Espionage Against America and Great Britain, New York, Random House, 2009 & 2011.
- Chapman Pincher: Dangerous To Know, Biteback, 2014.